# Śródmieście (Żary)

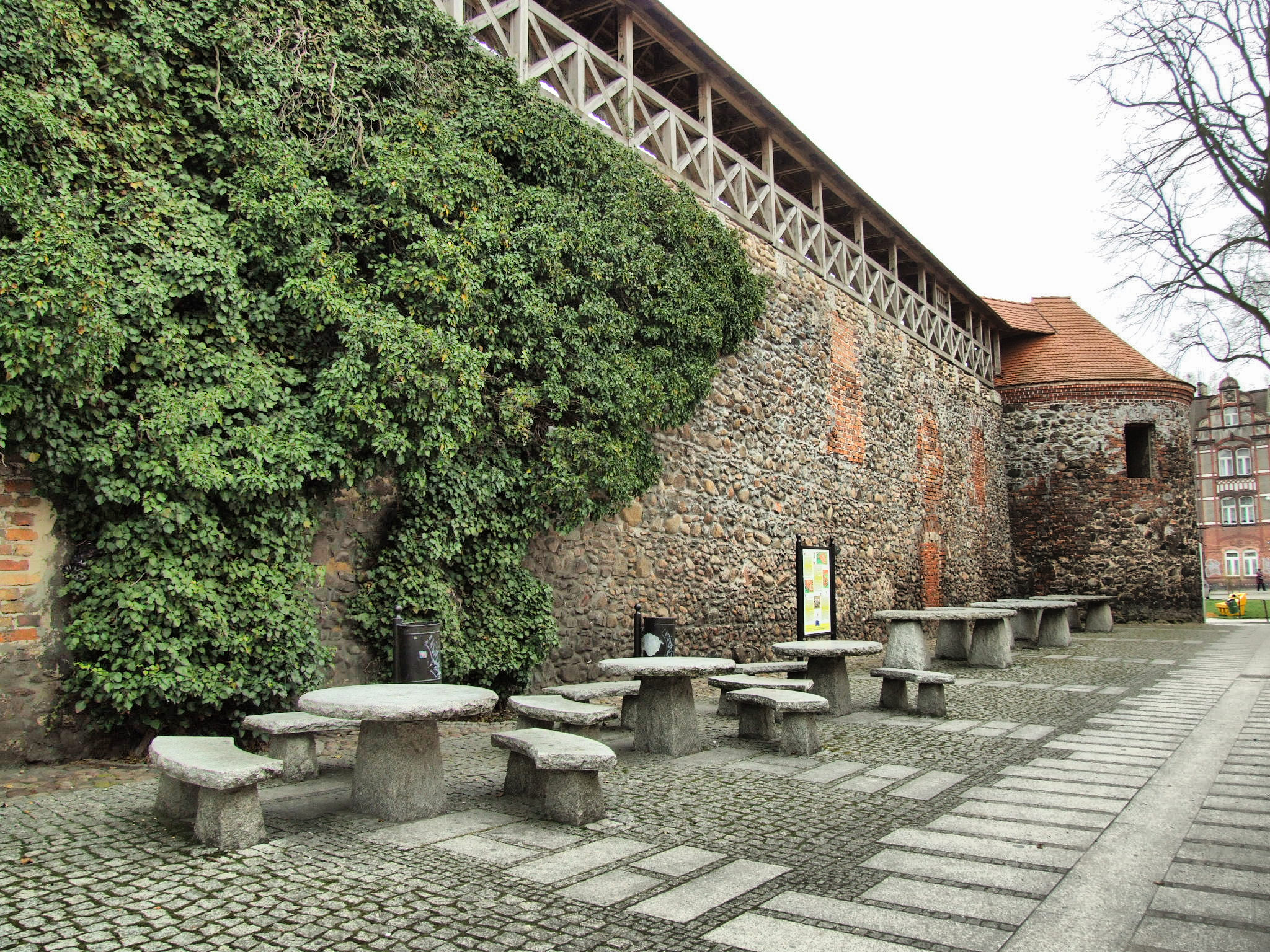
Żary-Stare Miasto. Mury obronne przy ul. Cichej

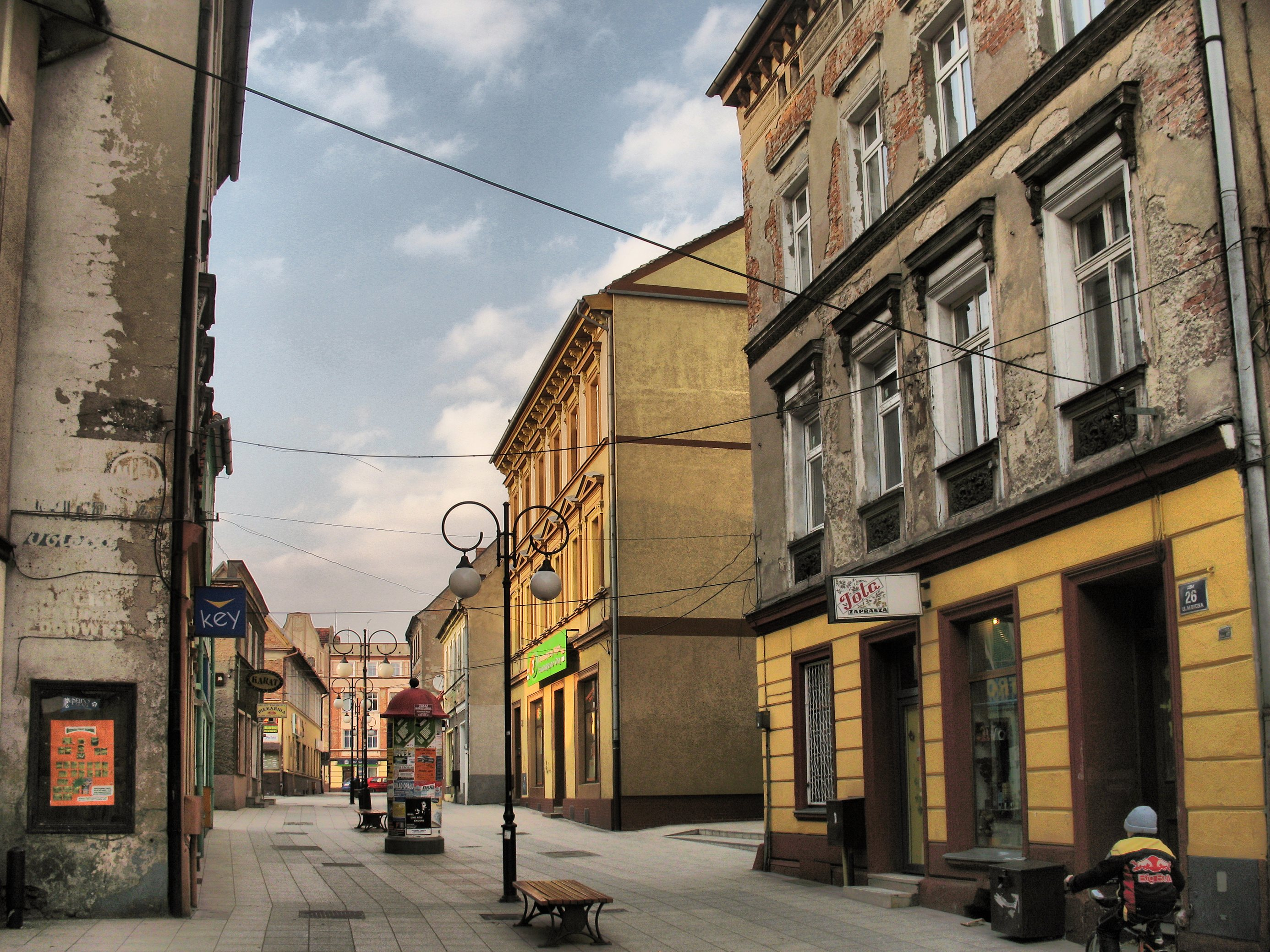
Żary-Stare Miasto. Ulica Śródmiejska

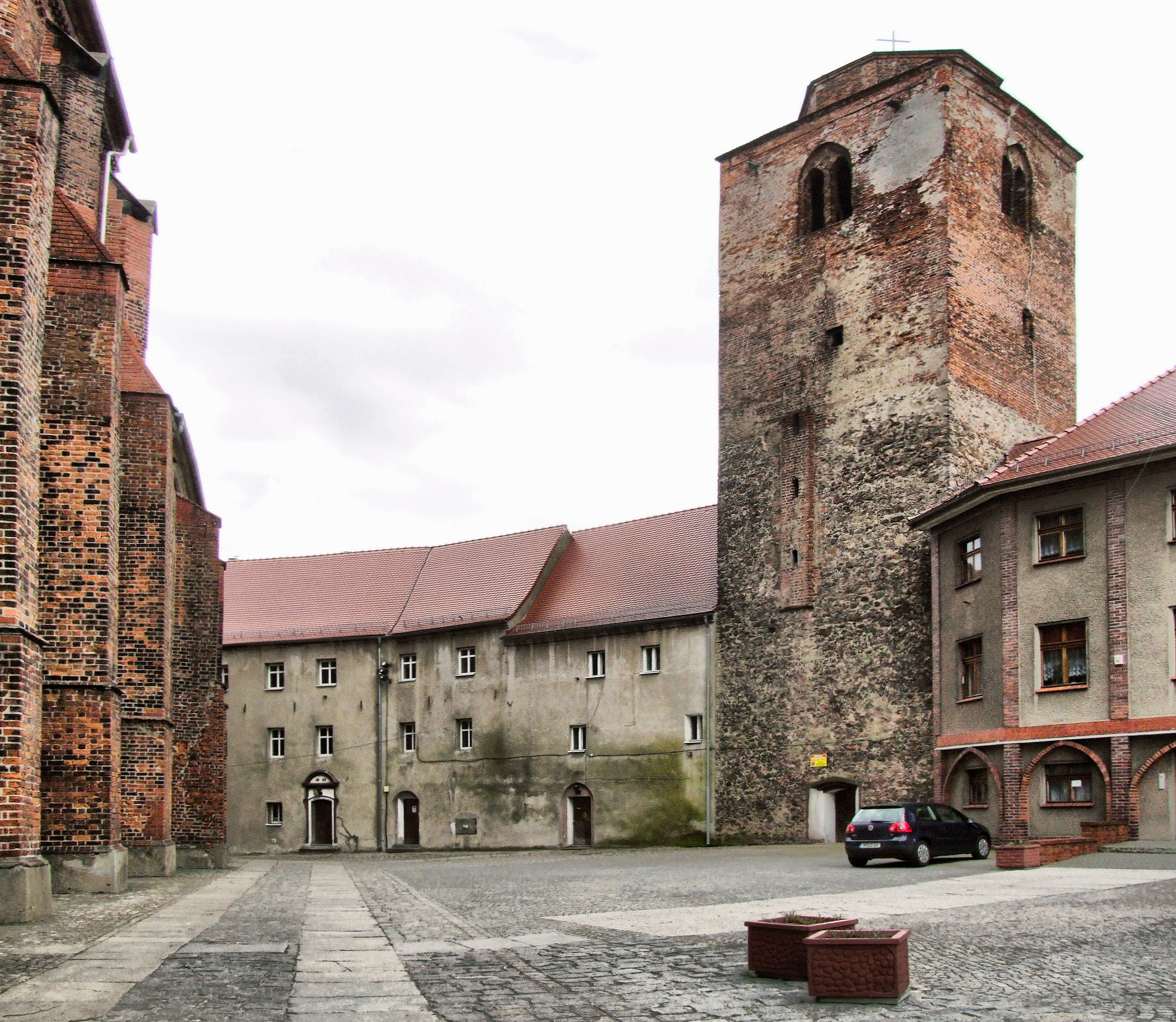
Żary-Stare Miasto. Plac Kardynała Wyszyńskiego

Śródmieście – dzielnica miasta Żary obejmująca jego centralną część, zwana także Centrum, granicząca od południa z Zatorzem, a na północy z dzielnicą Lotnisko.
Śródmieście oprócz funkcji mieszkaniowej pełni jednocześnie funkcję ogólnomiejskiego centrum usługowego, a także ośrodka usługowego o znaczeniu powiatowym. Znajduje się tu Urząd Miejski, Urząd Gminy, Starostwo Powiatowe a także wiele innych ważnych urzędów i instytucji oraz organizacji, siedziby banków oraz niektórych firm i przedsiębiorstw, wiele podmiotów obsługujących codziennie dziesiątki mieszkańców a także redakcje gazet i telewizja kablowa. Z uwagi na wielość kafejek, pubów, restauracji, barów oraz organizacji kulturalnych koncentruje się tu także życie kulturalne i towarzyskie miasta. W obręb dzielnicy zalicza się również Osiedle Moniuszki – największe żarskie osiedle mieszkaniowe, oraz niewielkie Osiedle Odbudowane.
W północnej części dzielnicy znajdują się główne ośrodki zdrowia:
- 105 Szpital Wojskowy z przychodnią, ul. Domańskiego,
- Szpital Powiatowy "Szpital na Wyspie", ul. Pszenna.

## Stare Miasto
Dzielnica Śródmieście to w większości żarskie historyczne Stare Miasto, a raczej ocalała jego część po nalocie alianckim z 11 kwietnia 1944. Wtedy to legło w gruzach około 60% staromiejskiej zabudowy. 
Spośród ocalałych zabytków Starego Miasta na uwagę zasługują:
- kompleks zamkowo-pałacowy Dewinów, Bibersteinów i Promnitzów z XIII–XVI wieku,
- kościół pw. Najświętszego Serca Pana Jezusa, gotycka budowla z początku XIII wieku,
- kościół pw. św. Piotra i Pawła usytuowany na północ od kompleksu zamkowo-pałacowego, powstał w końcu XIII wieku,
- ratusz z przełomu XIV i XV wieku,
- pozostałości XV-wiecznych obwarowań miejskich i fragmenty murów ciągnących się w dużych fragmentach wzdłuż ulicy Cichej, Podwale, Wartowniczej,
- ocalałe wieże obronne z przełomu XIV i XV wieku przy ul. Wartowniczej i Cichej,
- kościół garnizonowy ojców franciszkanów pw. Podwyższenia Krzyża Świętego,
- park pałacowy założony w połowie XVII stulecia kompozycyjnie związany z pałacem i "Błękitną Bramą",
- kamieniczki otaczające rynek i sąsiednie ulice, zwłaszcza Bolesława Chrobrego, Plac Przyjaźni i Buczka. Najstarsze pochodzą z XVII wieku.

W obrębie Starego Miasta, przeprowadzany jest obecnie proces rewitalizacji, który ma na celu ożywienie, uatrakcyjnienie oraz poprawę funkcjonalności i estetyki tej części miasta.